# 増田雅昭
増田 雅昭（ますだ まさあき、1977年12月26日 - ）は、TBSテレビ・TBSラジオなどに出演する株式会社ウェザーマップ所属気象予報士。

## 来歴・人物
滋賀県甲賀市出身。滋賀県立水口東高等学校、横浜国立大学経営学部卒業。A型。1999年11月気象予報士登録。高校時代は野球部で6番ファーストを担い、大学在学中に気象予報士試験を突破した。

## 担当番組など

### 現在
テレビ
- THE TIME,（TBSテレビ、2021年10月1日 - 、お天気中継・気象情報監修）[5]

ラジオ
- ジェーン・スー 生活は踊る - （スーさん、コレいいよ 木曜レギュラー・2016年4月14日 - 、TBSラジオ）

### 過去
- 生島ヒロシのおはよう一直線（TBSラジオ）
- 森本毅郎・スタンバイ!（TBSラジオ）
- 大沢悠里のゆうゆうワイド（TBSラジオ）
  - いずれも水曜日担当。

- 久米宏 ラジオなんですけど（TBSラジオ）
- みのもんたの朝ズバッ!（TBSテレビ、2013年9月30日〜）
  - 不定期で気象解説を担当
- Nスタ（TBSテレビ、日曜夕方）
- THE NEWS（TBSテレビ、金曜昼）
- TBSニュースバード
- ニュースステーション（テレビ朝日）
- めざましどようび（フジテレビ）
- GyaO!
- OH! HAPPY MORNING（JFN、月・火・水曜）
- ビビット（TBSテレビ、2017年4月3日 - 2019年9月27日 ）
- あさチャン!（TBSテレビ、2019年9月30日 - 2021年9月30日）
- ひるおび内JNNニュース（TBSテレビ） - 月・火曜担当
- まるっと!サタデー（TBSテレビ、土曜の『JNNニュース』の天気予報も兼任）